# Lee Rock 3
Ne doit pas être confondu avec Rock Lee.
Série
Lee Rock 2
(1991)
Pour plus de détails, voir Fiche technique et Distribution.
Lee Rock 3 (五亿探长雷洛传III（大结局), Ng yi taam jeung III, litt. « L'inspecteur à 500 millions de dollars 3 (le final) ») est un film hongkongais réalisé par Lawrence Ah Mon et sorti en 1992 à Hong Kong.
Tourné en cantonais, il est le troisième volet d'une trilogie après Lee Rock (1991) et Lee Rock 2 (1991), qui illustre la vie de Lui Lok, un membre haut-placé de la police de Hong Kong tombé pour corruption dans les années 1960.
Ce troisième film n'en est en fait pas un car il s'agit simplement d'une compilation des deux premiers films dans une version raccourcie de 1h13.

## Synopsis
Compilation raccourcie des films Lee Rock et Lee Rock 2.

## Fiche technique
- Titre original : 五億探長雷洛傳III (大结局)
- Titre international : Lee Rock 3
- Réalisation : Lawrence Ah Mon
- Scénario : Chan Man-keung et Chan Wah
- Photographie : Andrew Lau et Gigo Lee
- Montage : Kong Chi-leung et Yu Shun
- Musique : Chow Kung-shing
- Production : Jimmy Heung et Wong Jing
- Société de production : Win's Pictures
- Société de distribution : Golden Harvest
- Pays d'origine :  Hong Kong
- Langue originale : cantonais
- Format : couleur
- Genre : gangsters, policier
- Durée : 111 minutes
- Dates de sortie :
  -  Hong Kong : 8 juin 1992

## Distribution
- Andy Lau : Lee Rock
- Sharla Cheung : Grace Pak
- Aaron Kwok : Bill Lee/le père de Lee Rock/l'agent procédant à l'arrestation de Ngan Tung en 1974.
- Ng Man-tat : Lardo
- Chingmy Yau : Ha/Rose
- Paul Chun : le sergent Ngan Tung
- Charles Heung : le sergent Lam Kong
- Michael Chan (en) : Crabe royal
- James Tien : Pak/Poisson d'argent